# Lüningshagen
Lüningshagen is een plaats en voormalige gemeente in de Duitse deelstaat Mecklenburg-Voor-Pommeren en maakt deel uit van de gemeente Satow in het Landkreis Rostock.